# Valtemir Teles de Souza
Valtemer Teles de Souza (Piritiba, 15 de març de 1969) és un exfutbolista brasiler, que jugava de migcampista.
Souza va jugar en nombrosos equips del seu país natal: Galícia BA i Bahía BA. Més tard va fitxar pel Botafogo, on va viure la seua millor època, va guanyar un títol i va despertar l'interés dels equips espanyols pel seu bon joc al Trofeu Teresa Herrera. Al final, l'Sporting de Gijón el va incorporar al mercat d'hivern de la temporada 96/97, i el brasiler va quallar una temporada acceptable, amb 20 partits, però no va tenir continuïtat i va tornar al seu país.
De nou a Brasil, va jugar en nombrosos clubs: Bahia-BA, Vitória-BA, Rio Branco de Americana, América de São José do Rio Preto, Ceará-CE, Botafogo-SP, Portuguesa, Vila Nova-GO, Sampaio Corrêa-MA, Ipatinga-MG i São Bento. Es va haver de retirar el 2005, a l'emmalaltir de meningitis. Després d'una dificultosa i llarga recuperació, va salvar la vida però va quedar deslligat del món del futbol.
A banda del futbol, també va fer el seu petit paper en política, al presentar-se per a regidor a la seua ciutat natal, enquadrat al Partit Front Liberal. No va ser escollit per 35 vots.